# Ma-1044
La Ma-1044 es una carretera local situada en la ciudad de Palma de Mallorca. Se inicia en Sant Agustí y acaba en la Plaza Pont pasando por Génova. Es conocida popularmente como Camino de Génova.

## Nomenclatura
La Ma-1044 es una carretera local que pertenece al Consejo Insular de Mallorca. Su nombre está formado por la partícula Ma (que indica que es una carretera localizada en la isla de Mallorca) y el 1044, es el número que recibe dicha carretera, según el orden de nomenclaturas de las carreteras locales de Mallorca.

## Trazado
La Ma-1044 se inicia en Sant Agustí, cerca de la Ma-1C (anteriormente conocida como C-719) y se dirige hacia Génova. Una vez que ha pasado la Autovía de Poniente la carretera transcurre paralela a la Vía de cintura hasta llegar a Génova. Después de pasar por Génova la vía continua hasta la salida 9 de la Ma-20, donde entra en la ciudad atravesando los barrios de Son Dureta y Son Armadams hasta llegar a la Plaza Pont, donde finaliza su recorrido.

## Nombres
A pesar de no ser una vía muy extensa, la Ma-1044 recibe distintos nombres en según que tramos. Estos son:
- Camino de Génova: Del Pk 0 al Pk 0,8 y del Pk 3,4 al Pk 4,2
- Camino de los Reis: Del Pk 0,9 al Pk 3,3
- Calle de Andrea Doria: Del Pk 4,2 al Pk 5,3

## Conexiones
| PK  | Población   | Carretera que enlaza |
| --- | ----------- | -------------------- |
| 0   | Sant Agustí | Ma-1C                |
| 0,9 | Ninguna     | Ma-1                 |
| 2   | Génova      | Ma-1046              |
| 3,3 | Ninguna     | Ma-1043              |